# Округ Грајмс (Тексас)
Округ Грајмс (енгл. Grimes County) је округ у америчкој савезној држави Тексас. По попису из 2010. године број становника је 26.604.

## Демографија
Према попису становништва из 2010. у округу је живело 26.604 становника, што је 3.052 (13,0%) становника више него 2000. године.
| Група             | 2000.          | 2010.          |
| Белци             | 14.772 (62,7%) | 16.133 (60,6%) |
| Афроамериканци    | 4.700 (20,0%)  | 4.390 (16,5%)  |
| Азијати           | 71 (0,3%)      | 63 (0,2%)      |
| Хиспаноамериканци | 3.787 (16,1%)  | 5.652 (21,2%)  |
| Укупно            | 23.552         | 26.604         |